# 特里·桑福德
詹姆斯·特里·桑福德（James Terry Sanford，1917年8月20日—1998年4月18日，美国政治家、教育家，美国民主党成员，两次参加美国总统大选民主党内初选，曾任北卡罗来纳州州长（1961年-1965年）和美国参议院议员（1986年-1993年）。
桑福德1939年毕业于北卡罗来纳大学查珀尔希尔分校，毕业后进入美国联邦调查局担任情报人员。第二次世界大战期间，桑福德亲历了欧洲战场。二战结束后，桑福德进入北卡罗来纳大学法学院学习，1940年代末开始法律职业生涯，但很快就涉足政治。在担任州长期间，大力推进教育并对学校和高等教育进行了一系列改革和新举措。1969年至1985年，桑福德一直担任杜克大学校长一职。作为一个民主党人，桑福德以捍卫民权和促进教育著称，被称为二战以后南方的主要公众人物。

## 深入阅读
- Drescher, John. . Jackson, MS: University Press of Mississippi. 2000. ISBN 1-578-06310-8.
- Leloudis, James L.; Korstad, Robert R. . Elna C. Green  (编). . Athens, GA: University of Georgia Press. 2003: 138–162.